# 楊枝甘露
楊枝甘露（ようじかんろ、広東語読み方：ヨンジーガムロ、粤拼: joeng4 zi1 gam1 lou6）は、香港のデザートのひとつ。通常に角切りのマンゴー、ポメロ、サゴやココナッツミルクなどが含まれる。香港だけでなく、マカオ、シンガポール、マレーシア、広東省、台湾の多くの中華レストランやデザート店で見つけることができる。

## 歴史
「楊枝甘露」という名前は、柳の枝から甘いつゆが落ちるという概念に由来しており、食べると清清しい気分になる。 16世紀の中国の小説『西遊記』で観音菩薩が使用した道具でもある。
このデザートは、1984年に利苑酒家がシンガポールに最初の支店を設立することを決めたときに発明したと言われている。利苑酒家の元料理長黄永幟は、シンガポールの地元食材にインスピレーションを受け、マンゴー、ザボン、サゴを使ったデザートを利苑酒家の新しい料理として作ることにした。

## 作り方
まず、グレープフルーツの果肉を取り除き、マンゴーを立方体に切り、それからサゴヤシと砂糖とよく混ぜる。デザート店によっては、ココナッツミルク、ミックスフルーツ、ツバメの巣などの材料を加える場合もある。